# 김민채 (배우)
김민채( 음력 1973년 1월 21일~ )는 대한민국의 배우이다. 2022년 영화 ‘167’로마영화제 여우주연상 수상/2022년 ’데드악셀‘ 부천판타스틱 영화제 본선진출/2024년 ‘분화’ 서울 국제 여성영화제 대상수상/샤르자 국제청소년영화제 대상을 수상하였다

## 방송

### 드라마
- 2007년 SBS 《칼잡이 오수정》 - 정우탁에게 사기당한 여자 역
- 2008년 SBS 《온에어》 - 영어학원 선생님 역
- 2011년 KBS2 《강력반》 - 김소영의 어머니 역
- 2012년 MBC 《신들의 만찬》 - '아리랑' 손님 역
- 2012년~2013년 MBC 《보고싶다》 - 중국집 사장 역
- 2013년 MBC 《백년의 유산》 - '한마음 클리닉' 의사 역
- 2013년 tvN 《후아유》 - 간호사 역
- 2013년~2014년 SBS 《별에서 온 그대》 - 간호사 역
- 2014년 SBS 《닥터 이방인》 - 이성훈(한재준)의 어머니 역
- 2014년 SBS 《너희들은 포위됐다》 - 김화신의 누나 역
- 2014년~2015년 MBC 《전설의 마녀》 - 산부인과 의사 역
- 2015년 tvN 《오 나의 귀신님》 - 한진구의 누나 역
- 2023년 JTBC 《닥터 차정숙》 - 유지선의 어머니 역